# 14. Sinfonie (Schostakowitsch)
Die 14. Symphonie für Sopran, Bass und Kammerorchester von Dmitri Schostakowitsch (op. 135) wurde im Frühling 1969 fertiggestellt und am 29. September desselben Jahres in Leningrad unter der Leitung von Rudolf Barschai uraufgeführt. Das Werk ist angelegt für ein kleines Streichorchester mit Perkussionsinstrumenten und Gesangssolisten in den Stimmlagen Bass und Sopran. Enthalten sind elf Lieder auf Gedichte von vier Autoren. Ein Großteil der Texte behandelt das Thema Tod. Die Symphonie ist Benjamin Britten gewidmet.

## Entstehung und erste Aufführungen
Schostakowitsch komponierte seine 14. Sinfonie während eines Krankenhausaufenthaltes im Januar und Februar 1969 in Moskau. Der Sikorski-Verlag nennt als Zeitraum den 21. Januar bis 2. März. Derek Hulme gibt folgende Daten an: Fertigstellung einer Klavierfassung mit Vokalstimmen am 16. Februar im Hospital, der Endfassung des Werkes am 2. März in der Moskauer Wohnung des Komponisten.
Unmittelbar beeinflusst wurde Schostakowitsch durch Modest Mussorgskis Lieder und Tänze des Todes. Schostakowitsch orchestrierte 1962 dieses von ihm bewunderte Werk und widmete es der Sopranistin Galina Wischnewskaja. Als Manko empfand Schostakowitsch dessen Kürze, da es nur vier Lieder umfasst. Ein weiteres einflussreiches Werk ist das War Requiem des mit ihm befreundeten Komponisten Benjamin Britten, dem die 14. Sinfonie auch gewidmet ist. Schostakowitsch bewunderte auch dieses Werk, empfand aber dessen Ausgang als zu positiv.
Bei einer Rede als Einführung zur Premiere erklärte er:

„Zum Teil versuche ich, den großen Klassikern etwas entgegenzustellen, welche das Thema ‚Tod‘ in ihren Werken behandeln. Denken Sie an den Tod Boris Godunows: Wenn Boris Godunow gestorben ist, wird es gleichsam hell. Denken Sie an Verdis Otello: Wenn die ganze Tragödie endet und Desdemona und Othello sterben, erleben wir auch eine wunderbare Verklärung. […] Ich finde dies sogar unter unseren Zeitgenossen, nehmen Sie zum Beispiel den außerordentlichen englischen Komponisten Benjamin Britten: Ich habe in dieser Hinsicht auch an seinem War Requiem etwas
auszusetzen. Ich finde, all dies kommt von verschiedenartigen religiösen Lehren her, […] daß uns im Jenseits der absolute Friede erwarte. So scheint es mir, daß ich zumindest teilweise in die Fußstapfen des bedeutenden russischen Komponisten Mussorgski trete. Sein Zyklus
Lieder und Tänze des Todes – vielleicht nicht alles davon, aber auf jeden Fall ‚Der Feldmarschall‘ – ist ein großer Protest gegen den Tod […]. Der Tod erwartet jeden von uns. Ich kann nichts Gutes darin sehen, daß unser Leben so endet, und das ist es, was ich in diesem Werk vermitteln will.“

Als Aufführende hatte Schostakowitsch von Beginn an Rudolf Barschai mit seinem Moskauer Kammerorchester sowie die Sopranistin Galina Wischnewskaja im Sinn. Der durch Krankheiten gezeichnete Komponist wollte sein Werk so schnell wie möglich aufgeführt sehen, da er befürchtete, sein Werk nicht mehr erleben zu können. Daher wurde eine Aufführung vor eingeladenem Publikum für den 21. Juni 1969 anberaumt, unmittelbar vor der Sommerpause. Wischnewskaja konnte allerdings aufgrund eines vollen Terminkalenders daran nicht mitwirken.
Folgende frühe Aufführungen sind von besonderer Bedeutung (Quellen: Fay, Hulme):
- Spezialkonzert vor ausgewähltem Publikum. 21. Juni 1969, Moskau, Kleiner Saal des Konservatoriums. Die Solisten waren Margarita Miroschnikowa (Sopran) und Jewgeni Wladimirow (Bass).
- Uraufführung. 29. September 1969, Leningrad, Glinka-Saal, mit den Solisten Galina Wischnewskaja und J. Wladimirow. (Laut G. Wischnewskaja gingen der Aufführung 60 Proben voraus.)
- Moskauer Premiere. 6. Oktober 1969, Moskau, mit G. Wischnewskaja und Mark Reschetin als Solisten.

Diese drei wurden unter der Leitung von Rudolf Barschai vom Moskauer Kammerorchester aufgeführt. Die ersten beiden Aufführungen wurden mit persönlichen Worten von Dmitri Schostakowitsch eingeleitet.
- Auslands-Premiere. 14. Juni 1970, Aldeburgh Festival, mit dem English Chamber Orchestra unter der Leitung des Widmungsträgers Benjamin Britten und den Solisten Wischnewskaja und Reschetin.

Die Aufführung am 21. Juni wurde von einem dramatischen Ereignis begleitet. Schostakowitsch hatte das Publikum um besondere Ruhe gebeten, da das Konzert aufgezeichnet wurde. Während des 5. Satzes Auf Wacht verließ ein vorne im Publikum sitzender Parteifunktionär namens Pawel Apostostolow geräuschvoll den Saal, weil er einen Herzinfarkt oder Schlaganfall erlitt, an dessen Folgen er einen Monat später verstarb.

## Rezeption
Laut Krzysztof Meyer hat die 14. Sinfonie keine Proteste von offizieller (Partei-)Seite hervorgerufen (wie es etwa noch bei der 13. Sinfonie der Fall war). Sie habe aber zum Bruch der bis dahin „korrekten“ Beziehungen zwischen Schostakowitsch und Alexander Solschenizyn beigetragen. Der Grund seien weltanschauliche Differenzen gewesen. Der tiefgläubige Solschenizyn habe dem atheistischen Schostakowitsch einen falschen Bezug zum Tod vorgeworfen, der in der Sinfonie Nr. 14 als eine das Leben vernichtende, alle Existenz zerstörende Macht dargestellt werde.

## Besetzung
Neben den Gesangssolisten (Sopran und Bass) spielt ein Streichorchester, bestehend aus zehn Violinen, vier Bratschen, drei Celli und zwei 5-saitigen Kontrabässen. Hierzu kommen folgende Rhythmusinstrumente: Kastagnetten, Holzblock, Peitsche, Tomtom, Celesta, Xylophon, Vibraphon und Glocke.

## Unterteilung
Das Werk ist in elf Abschnitte unterteilt, von denen jeder ein Gedicht enthält.
1. Adagio. De profundis (Federico García Lorca)
2. Allegretto. Malagueña (Federico García Lorca)
3. Allegro molto. Loreley (Guillaume Apollinaire nach Clemens Brentano)
4. Adagio. Der Selbstmörder (Guillaume Apollinaire)
5. Allegretto. Auf Wacht (Guillaume Apollinaire)
6. Adagio. Sehen Sie, Madame! (Guillaume Apollinaire)
7. Adagio. Im Kerker der Santé (Guillaume Apollinaire)
8. Allegro. Antwort der Saporoger Kosaken an den Sultan von Konstantinopel (Guillaume Apollinaire)
9. Andante. An Delwig (Wilhelm Küchelbecker)
10. Largo. Der Tod des Dichters (Rainer Maria Rilke)
11. Moderato. Schlussstück (Rainer Maria Rilke)

Immer wiederkehrend ist hier das Anfangsmotiv des gregorianischen Dies Irae, das in der russischen Kultur eine wichtige Rolle spielt. Zwei Sätze sind dodekaphon.
In der Originalfassung werden die Gedichte allesamt übersetzt in russischer Sprache gesungen. (Lediglich das Gedicht von Küchelbecker ist original russisch.) Der Komponist autorisierte auch eine deutsche Fassung (in der er Notenlinien im 10. Satz Der Tod des Dichters der deutschen Sprache anpasste) sowie (auf Anfrage von Dietrich Fischer-Dieskau) eine Fassung, in der alle Gedichte in der Originalsprache der Dichter gesungen werden.